# Hydroeciodes ritaria
Hydroeciodes ritaria är en fjärilsart som beskrevs av William Schaus 1921. Hydroeciodes ritaria ingår i släktet Hydroeciodes och familjen nattflyn. Inga underarter finns listade i Catalogue of Life.